# Медолюб-сережник середній
Медолюб-сережник середній (Anthochaera carunculata) — вид горобцеподібних птахів родини медолюбових (Meliphagidae).

## Поширення
Ендемік Австралії. Птах поширений вздовж південного і південно-східного узбережжя. Трапляється на південному сході Квінсленда, у Новому Південному Уельсі, Вікторії, Південній Австралії, а також на півдні та південному заході Західної Австралії. Тричі бродяжні особини спостерігалися в Новій Зеландії. Мешкає у відкритих лісах, лісистих місцевостях та поблизу населених пунктів.

## Опис
Великий медолюб, завдовжки до 35 см. Це сіро-коричневий птах з червоно-карими очима, характерними червоними намистинами по обидва боки шиї та білими плямами на грудях і животі, що переходить у яскраво-жовту пляму під хвостом.

## Спосіб життя
Крім нектару, який є основною їжею медолюбів, птахи їдять ягоди та інші фрукти, а також ловлять комах. Гніздо будується з гілочок і листя, вистелених травою та корою. Розташоване на висоті 2-16 метрів над землею, як правило, у розвилці гілки дерева або куща. Самиці відкладають 2-3 блідо-рожевих яєць з коричневими мітками.

## Підвиди
Таксон містить три підвиди:
- A. c. carunculata (Shaw, 1790) — південно-східна Австралія
- A. c. clelandi (Mathews, 1923) — острів Кенгуру
- A. c. woodwardi Mathews, 1912 — південно-західна та південно-центральна Австралія